# Шодди
Шодди (англ. shoddy) — искусственная шерсть, получаемая путём переработки шерстяных обрезков и отбросов, старого платья, изношенных войлочных изделий.
Материал, который при помощи волкмашин и чесалок, превращается в шодди, идущую снова на пряжу и сукно. Два вида искусственных шодди: мунго, по преимуществу из валяных изделий и лоскутьев, волокна получаются короткими, не более 20 мм. Шодди — длиннее, по преимуществу из вязанных изделий.
Шодди перерабатывается или восстанавливается из шерстяных изделий, имеющих низкое качество. Исторически для её изготовления использовались поношенные или пришедшие в негодность шерстяные вещи. Бенджамин Ло изобрёл шодди и мунго в 1813 году. Он был первым человеком, организовавшим широкомасштабный приём старой одежды и вещей с последующей переработкой их в новую пряжу. Производство шодди располагалось в городах Батли, Морли, Оссетте и Дьюсбери в Западном Йоркшире, и сосредоточился на восстановлении шерсти из сдаваемой одежды, пришедшей в негодность. О необычайном успехе данной отрасли можно судить по тому, что уже к 1860 г. в городе Батли было произведено более 7000 тонн шодди. В 60-х годах XIX века было около 80 фирм, число рабочих, занятых сортировкой ткани, превышало пятьсот человек. Затем пряжа продавалась прядильным и суконным мануфактурам, которых в западном округе Йоркшира было около 130.